# Monowi
Monowi falu Boyd megyében, Nebraskában. A falu népessége 1 fő, az egyetlen lakosa a településnek Elsie Eiler. 2004 óta, Elsie Eiler férje halálának bekövetkezte után Monowi lakossága 1 fő. Monowi indián eredetű és virágot jelent.
Monowit cseh telepesek alapították 1902-ben, amikor a Fremont, Elkhorn és Missouri erdei vasutat megépítették idáig. Ebben az évben alapult posta a településen, ami az 1960-as években szűnt meg.
Monowiban 2005-ben könyvtár alapult. A településen kocsma található.